# Список памятников истории и культуры Киева (М—С)
В данной статье приведен список памятников истории и культуры города Киева, включенных во вторую часть книги «Киев» свода памятников истории и культуры Украины, которая была издана в 2004 году.
Другие части: часть 1 (А—Л) (1999), часть 3 (С—Я) (2011).
Условные обозначения типа достопримечательности:
- А — археологическая
- А — архитектурная
- И — историческая
- М — монументального искусства
- Мб — градостроительная

## Часть 2, М-С

### М
- Макария Митрополита Киевского священномученика церковь, ул. Старая Поляна, 46
- Малая Житомирская улица

- Жилой дом № 13/6
- Жилой дом № 18
- Жилой дом № 11
- Жилой дом № 6
- Жилой дом № 7
- Жилой дом № 5
- Жилой дом № 15